# Rhopalocnemis phalloides
Rhopalocnemis phalloides är en tvåhjärtbladig växtart som beskrevs av Franz Wilhelm Junghuhn. Rhopalocnemis phalloides ingår i släktet Rhopalocnemis och familjen Balanophoraceae. Inga underarter finns listade i Catalogue of Life.

## Bildgalleri

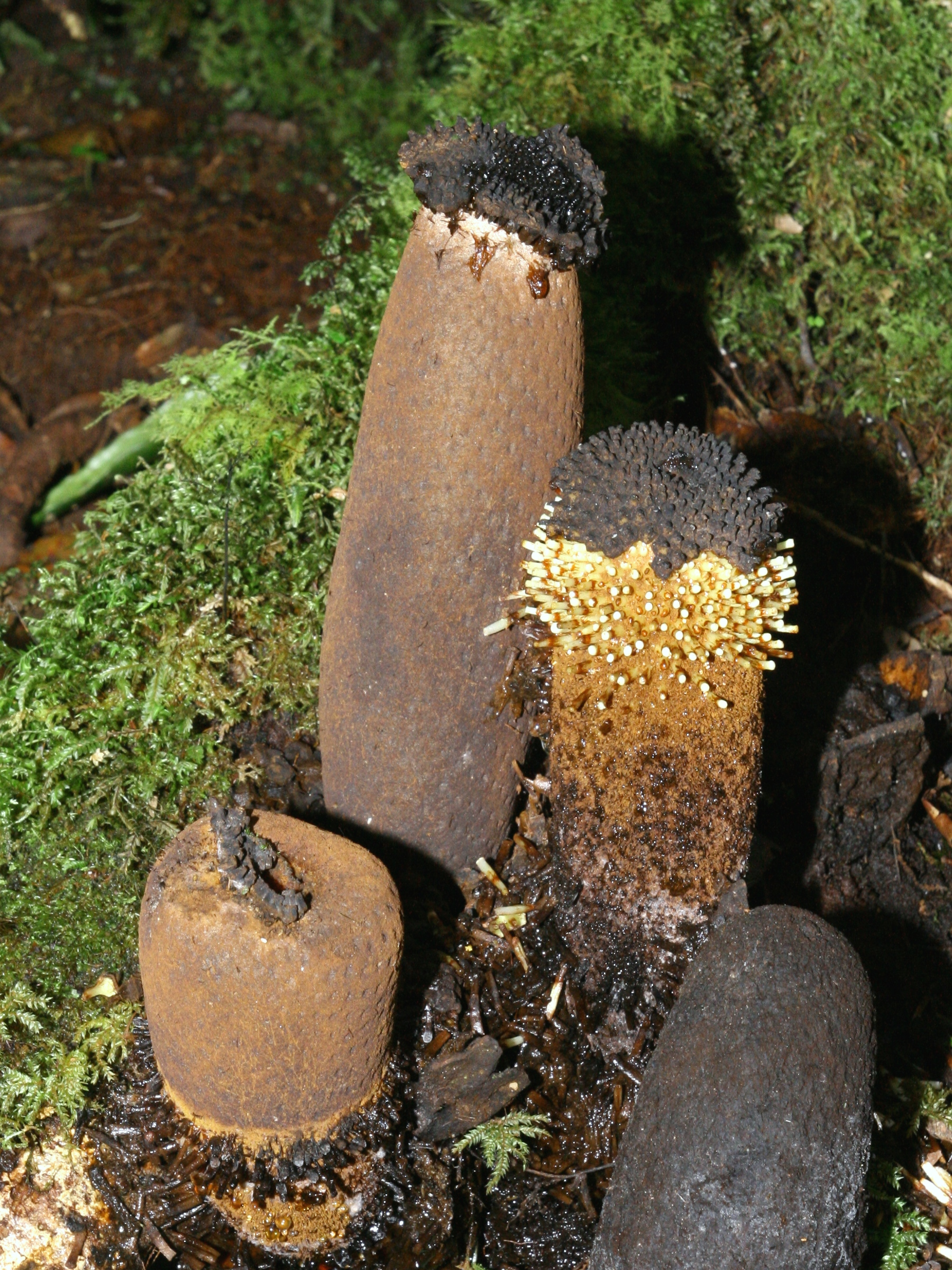
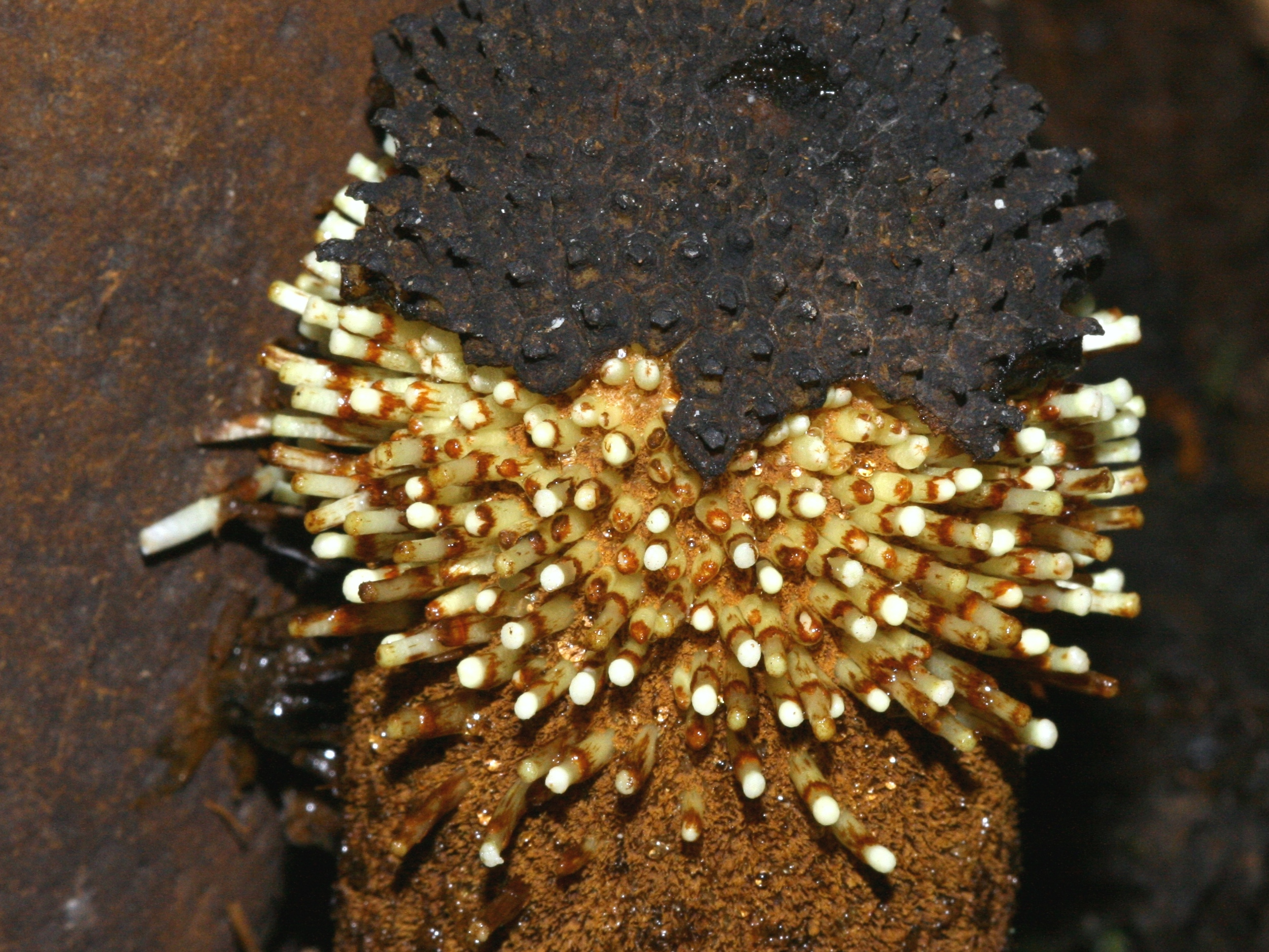
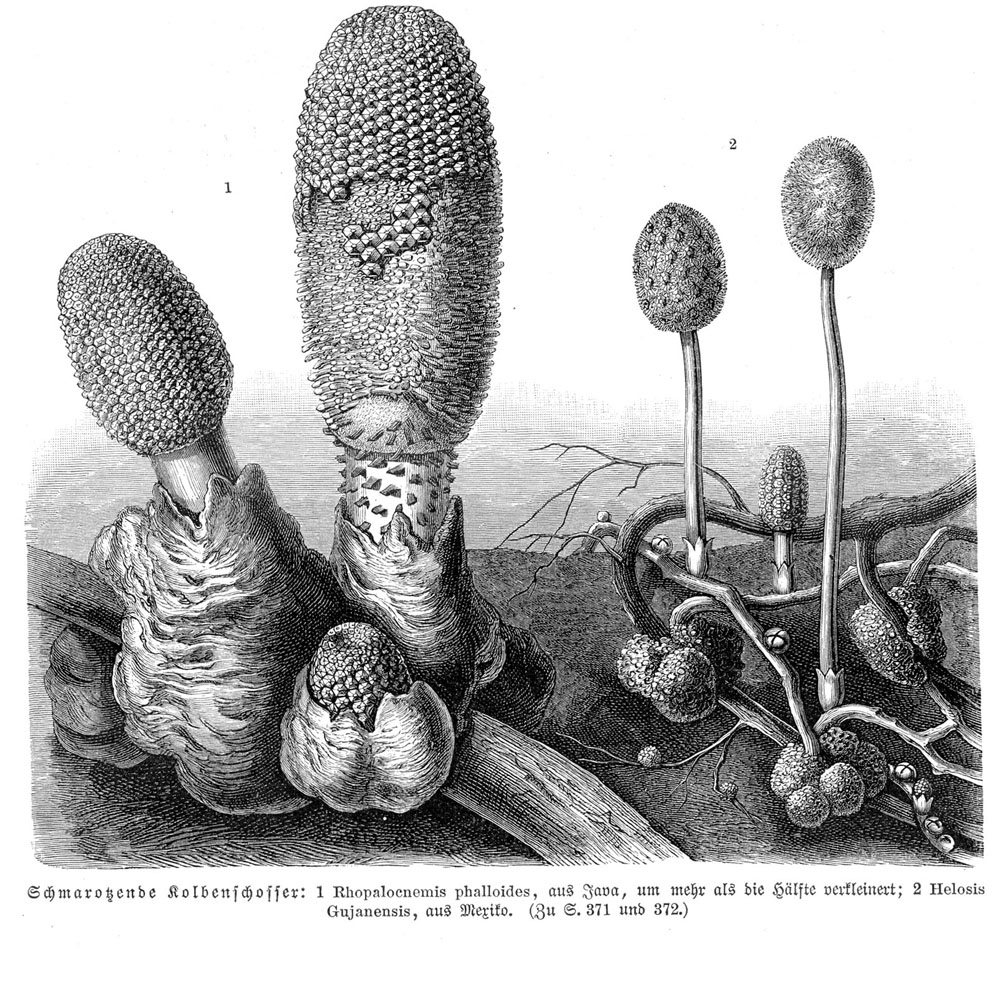